# Brestová

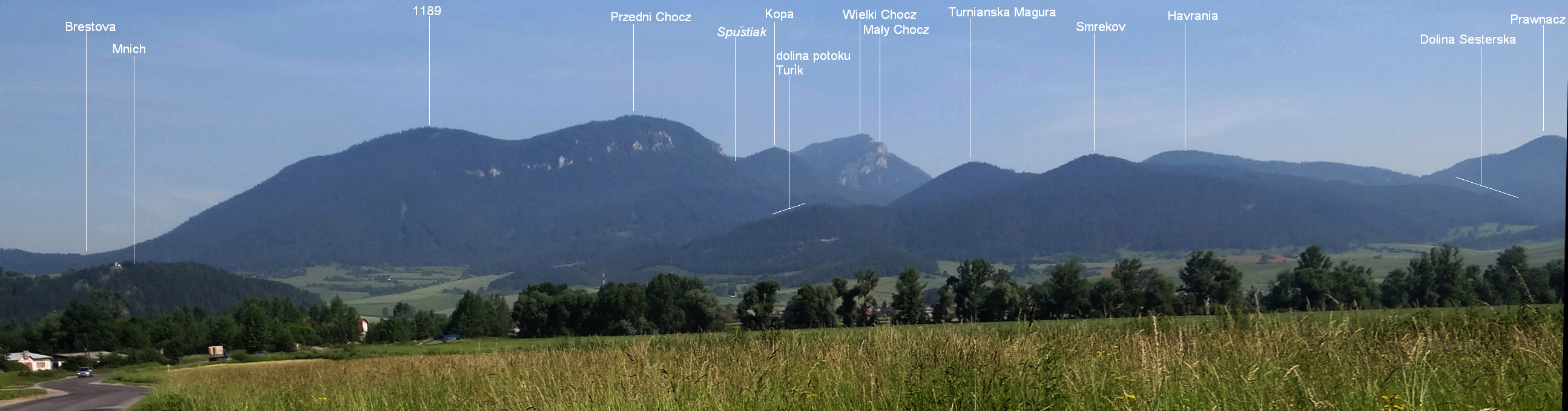
Przełęcz Brestová i Grupa Wielkiego Chocza

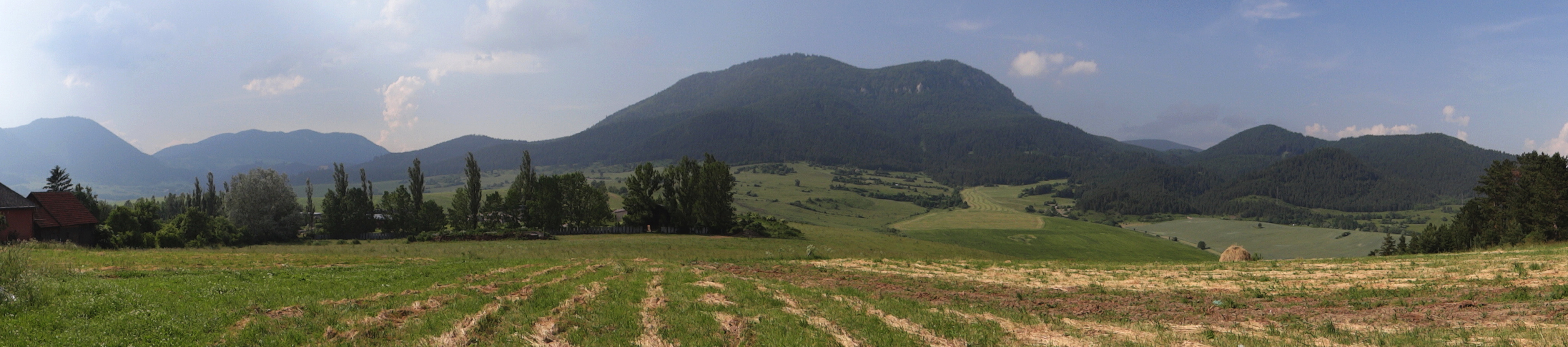
Od lewej: Mała Fatra, Brestová i Góry Choczańskie

Brestová (730 m) – przełęcz w Karpatach Zachodnich, oddzielająca Góry Choczańskie na wschodzie od Wielkiej Fatry (a ściślej – jej najbardziej na północ wysuniętej części, tzw. Szypskiej Fatry) na zachodzie. Stanowi wygodne połączenie pomiędzy doliną Orawy na północy a doliną Wagu (Kotliną Liptowską) na południu.
Na północ spod przełęczy spływa Jasenovský potok, uchodzący w Dolnym Kubinie do Orawy, natomiast na południe – potok Likavka, uchodzący w Rużomberku do Wagu. Na północ od przełęczy rozłożyła się jedna z najstarszych wsi orawskich – Jasenová. Na południowym skłonie, tuż pod siodłem przełęczy, znajduje się natomiast liptowska już wieś Valaská Dubová.
Po wybuchu słowackiego powstania narodowego pod koniec sierpnia 1944 i doniesieniach o ruchach wojsk niemieckich na Górnej Orawie na przełęczy rozpoczęto wznoszenie umocnień polowych, mających stanowić zaporę przed wkroczeniem hitlerowców do Kotliny Liptowskiej. Gdy jednak Niemcy zajęli już 5 września Rużomberk, umocnienia te po większej części okazały się bezużyteczne. Tym niemniej w rejonie przełęczy powstańcy przez szereg dni toczyli zażarte boje z faszystami, którzy dopiero 13 września zdołali zdobyć Dolný Kubín.
Przez przełęcz wędrowali ludzie już zapewne pod koniec epoki brązu. W okresie halsztackim w gródkach po obu stronach przełęczy żyła ludność kultury łużyckiej. Z biegiem stuleci znaczenie szlaku przez przełęcz rosło. U schyłku średniowiecza biegł już tędy jeden z głównych traktów handlowych z Węgier do Polski. W XVI w. Thurzonowie wozili nim wielkie ilości rud miedzi z kopalń w rejonie bańskobystrzyckim do Krakowa. Dziś prowadzi tędy słowacka droga krajowa nr 59 z Dolnego Kubina na północy do Rużomberku na południu, a także biegnąca nią trasa europejska E77.